# 奥斯威
奥斯威（约612年—670年2月15日），又称奥斯威格（Ōswīg），642年起为伯尼西亚国王，654年起为诺森布里亚国王，直至去世。655年或656年—658年，他还是麦西亚国王。他以在664年惠特比宗教会议上发挥重要作用而闻名，该会议最终使诺森布里亚的教会采用与主流天主教会一样的礼仪。